# Безумство Джеппо
«Безумство Джеппо» (італ. Geppo il folle) — італійська музична кінокомедія 1978 року. Фільм став третьою режисерською роботою Адріано Челентано. У головній ролі, крім Челентано, знялася його дружина — Клаудія Морі.

## Передумови
Челентано виношував ідею зняти «Безумство Джеппо» ще з 1969 року, коли він оголосив про написання сценарію для Кастеллано і Піполо. У вересні 1970 року він повинен був поїхати в Марсель, щоб почати зйомки. Однак, як відомо, фільм вийшов на екрани лише 1978 року. Челентано став не лише режисером фільму, але й його сценаристом, продюсером та композитором. Сюжет фільму у багатьох сенсах є автобіографією Челентано. У фільмі артист представив себе глядачеві таким, яким він бачить себе в житті — знаменитим естрадним співаком, який знемагаючи під тягарем слави.

## Сюжет
Джеппо (Адріано Челентано) — успішний співак, обожнюваний в Італії, а також відомий у Європі, хоче здобути успіх в Америці, де живе його кумирка, Барбра Стрейзанд, яку він вважає найкращою співачкою у світі. Але незнання англійської стає йому на заваді перед візитом в Америку. Тоді він звертається до привабливої вчительки англійської Джильди (Клаудія Морі), яка дає йому уроки. Щоразу, коли Джеппо з'являється у класі, учні буквально «падають в ноги» перед співаком, чого не помітно з боку Джильди.
Тим часом Джеппо викликає антипатію у трьох молодих людей, які намагаються його вбити. Співаку дивом вдалося вижити, після чого він вдаряється у віру і починає «проповідувати» на цьому тлі. Він навіть виголошує релігійну промову на горі, але публіка не надає цьому особливого значення. Публіка звертає увагу й приходить у захват лише тоді, коли він співає.
Джеппо завойовує любов Джильди, але вона хоче, щоб він залишився з нею і не їхав до Америки. Натомість Джеппо все одно вирушає, і поки фотографи та репортери проводжають його на трапі літака, який летить до Америки, він хапає стюардесу в обійми і цілує її, показуючи, що він ставить успіх понад усе.

## У ролях
- Адріано Челентано: Джеппо
- Іріс Де Сантіс: мама Джеппо
- Клаудія Морі: Джильда
- Марко Колумбро: диск-жокей
- Джино Сантерколе: журналіст
- Лоредана Дель Санто: студент
- Дженніфер: Марчелла
- Раффаеле Ді Сіпіо: Раф
- Мемо Діттонго: журналіст
- Мікі Дель Прете: імпресаріо
- Родольфо Маньягі: Руді
- Тоні Міммс: диригент
- П'єтро Брамбілла: Гомма
- Данте Сарцо: друг Гомми
- Лучано Бонанні: американський журналіст
- Дієго Баудіні: ведучий новорічної вечірки
- Уго Фрісолі: ведучий шоу
- Ернесто Джунті: водій
- Анна Марія Джалліна: господиня
- Джорджо Фалетті: студент
- Даніло Баудіні: студент
- Серджо Кастелліні: студент
- Фабіо Конфенте: студент
- Массімо Фузар Полі: студент
- Даніела Піперно: студентка
- Луана Барб'єрі: студентка
- Джон Леї: танцюрист
- Марина Арканджелі: хористка і танцюристка
- Леона Лавісконт Мейфер: бек-вокалістка і танцюристка
- Марі Сільванія Вілсон: бек-вокалістка і танцюристка
- Даніель Демма: шанувальник
- Джанні Далл'Альо: грає сам себе
- Сільвія Аннік'яріко: грає сама себе
- Альберто Каріш: грає сам себе
- Доменіко Серен Гей: грає сам себе

## Знімальна група
- Режисер — Адріано Челентано
- Сценарій — Адріано Челентано
- Продюсер — Адріано Челентано
- Оператор — Альфіо Контіні
- Композитор — Адріано Челентано, Тоні Міммс
- Художник — Енріко Товальєрі, Елена Манніні
- Монтаж — Адріано Челентано

## Оцінки
| Ліві лапки | Про мюзикл „Безумство Джеппо“ Челентано говорив: "Це мій фільм". Дійсно, тут все було зроблено ним самим. Сказати, що він зіграв у ньому головну роль, напевно, було б неточно: він просто намалював в стилі "кічу" автопортрет, представив глядачеві Челентано таким, яким він бачить себе сам — на екрані знаменитий естрадний співак, який знемагає під тягарем слави. Тільки любов молодої дівчини (Клаудія Морі) допомагає Джеппо (Адріано Челентано) зрозуміти, що почуття вище успіху і грошей — Г. Богемський „Феномен Челентано“, щорічник „Екран“ (1986) | Праві лапки |

## Музика
У 1978 році вийшов однойменний альбом «Geppo il folle», який містив саундтреки до фільму.
| #  | Назва                                | Автор                                                      | Тривалість |
| -- | ------------------------------------ | ---------------------------------------------------------- | ---------- |
| 1. | «Geppo»                              | Крістіано Мінеллоно, Адріано Челентано, Тоні Міммс         | 9:37       |
| 2. | «Hello America»                      | Даніеле Байма Бескет, Рональд Джексон                      | 3:58       |
| 3. | «Happy to be dancing with you»       | Даніеле Байма Бескет, Рональд Джексон                      | 6:14       |
| 4. | «Che cosa ti farei»                  | Крістіано Мінеллоно, Даніеле Байма Бескет                  | 5:34       |
| 5. | «(Please) Stay a little longer»      | Даніеле Байма Бескет, Рональд Джексон                      | 5:52       |
| 6. | «Sei proprio tu (Don’t getme wrong)» | Крістіано Мінеллоно, Рональд Джексон, Даніеле Байма Бескет | 5:46       |

## Місця зйомок
У сцені, в якій Джеппо виступає на стадіоні (тобто на стадіоні Новара), статистами були шанувальники Челентано, які заплатили з власної кишені, щоб відвідати виступ співака та з'явитися у фільмі. Інша сцена показує виступ Джеппо на концерті в Брешії.
У фільмі представлені деякі персонажі з музичного світу, де грають самі себе: серед них Альберто Каріш і Доменіко Серен Гей, які за сюжетом намагаються переконати Джеппо заспівати їхню пісню.

## Реліз
Як і у випадку з «Юппі-Ду» (1975), фільм ніколи не розповсюджувався на відео в Італії. Існують лише іноземні видання італійською мовою Cinelux, Mvp, Avm. З іншого боку, телевізійний показ фільму було скорочено приблизно на двадцять хвилин і частково змонтовано заново. 6 січня 2015 року на каналі Sky Cinema була показана ремастована та реставрована версія фільму.

## Використання
Кадри фільму були використані для створення відеокліпів до пісень «Il Re Degli Ignoranti» з однойменного альбому 1991 року та «Gelosia» з альбому «Io non so parlar d'amore» 1999-го.